# 李光辉 (中国人民解放军开国少将)
李光辉（1912年1月—2003年3月24日） ，湖南省平江县长寿镇人。中国人民解放军开国少将。

## 生平
1928年加入中国共产主义青年团，1929年5月参加中国工农红军，1930年3月转入中国共产党。
1955年被授予少将军衔。 1982年离职休养。 